# Vincenzo Paglia
Vincenzo Paglia (20 de abril de 1945) é um arcebispo italiano, que foi Presidente do Pontifício Conselho para a Família e atual Prefeito da Pontifícia Academia para a Vida.
Graduou-se em teologia e filosofia pela Pontifícia Universidade Lateranense. Foi ordenado padre em 10 de março de 1970 pelo cardeal Angelo Dell'Acqua. Em 4 de março de 2000, é nomeado bispo de Terni-Narni-Amelia.
Recebe a consagração episcopal em 2 de abril de 2000 pela imposição das mãos do cardeal Camillo Ruini, Cardeal Vigário de Roma.
Em 26 de junho de 2012 é nomeado presidente do Pontifício Conselho para a Família e elevado à dignidade de arcebispo.